# Аргентина на летних Олимпийских играх 2024
Аргентина на летних Олимпийских играх 2024 года завоевала три медали, как и на Играх 2020 года.

## Медали
| Медаль  | Спортсмен(ы) | Вид спорта      | Дисциплина     | Дата      |
| ------- | --- | --------------- | -------------- | --------- |
| Золото  | Хосе Торрес | Велоспорт BMX   | ВМХ-фристайл   | 31 июля   |
| Серебро | Матео Махдалини Эухения Боско | Парусный спорт  | Накра 17       | 8 августа |
| Бронза  | София Токкалино Агустина Горселани Валентина Рапосо Агостина Алонсо Агустина Альбертарио Мария Гранатто Кристина Косентино Росио Санчес Мочча Виктория Саусе София Каиро Еухения Тринчинетти Лара Касас Хуана Кастелларо Пилар Кампой Хульета Ханкунас Зое Диас | Хоккей на траве | Женский турнир | 9 августа |

| Вид спорта      | 1 | 2 | 3 | Всего |
| Велоспорт       | 1 | 0 | 0 | 1     |
| Парусный спорт  | 0 | 1 | 0 | 1     |
| Хоккей на траве | 0 | 0 | 1 | 1     |
| Всего           | 1 | 1 | 1 | 3     |

| Медали по датам | Медали по датам | Медали по датам | Медали по датам | Медали по датам | Медали по датам |
| --------------- | --------------- | --------------- | --------------- | --------------- | --------------- |
| Дата            | 1               | 2               | 3               | Всего           |                 |
| 31 июля         | 1               | 0               | 0               | 1               |                 |
| 8 августа       | 0               | 1               | 0               | 1               |                 |
| 9 августа       | 0               | 0               | 1               | 1               |                 |
| Всего           | 1               | 1               | 1               | 33              |                 |

| Медали по полу | Медали по полу | Медали по полу | Медали по полу | Медали по полу |
| -------------- | -------------- | -------------- | -------------- | -------------- |
| Пол            | 1              | 2              | 3              | Всего          |
| Мужчины        | 1              | 0              | 0              | 1              |
| Женщины        | 0              | 0              | 1              | 1              |
| Микст          | 0              | 1              | 0              | 1              |
| Всего          | 1              | 1              | 1              | 3              |

## Квалификация
| № п/п | Вид спорта                  | Мужчины        | Мужчины                | Женщины        | Женщины                | Всего          | Всего                  |
| № п/п | Вид спорта                  | Завоевано квот | Количество спортсменов | Завоевано квот | Количество спортсменов | Завоевано квот | Количество спортсменов |
| ----- | --------------------------- | -------------- | ---------------------- | -------------- | ---------------------- | -------------- | ---------------------- |
| 1     | Академическая гребля        | 1              | 2                      | 1              | 2                      | 2              | 4                      |
| 2     | Велоспорт                   | 3              | 3                      |                |                        | 3              | 3                      |
| 3     | Волейбол                    | 1              | 12                     |                |                        | 1              | 12                     |
| 4     | Гандбол                     | 1              | 15                     |                |                        | 1              | 15                     |
| 5     | Гольф                       | 2              | 2                      |                |                        | 2              | 2                      |
| 6     | Гребля на байдарках и каноэ | 1              | 1                      | 1              | 1                      | 2              | 2                      |
| 7     | Дзюдо                       |                |                        | 1              | 1                      | 1              | 1                      |
| 8     | Конный спорт                | 1              | 1                      |                |                        | 1              | 1                      |
| 9     | Лёгкая атлетика             | 3              | 3                      | 3              | 3                      | 6              | 6                      |
| 10    | Настольный теннис           | 1              | 1                      |                |                        | 1              | 1                      |
| 11    | Парусный спорт              | 2              | 3                      | 3              | 4                      | 6              | 7                      |
| 12    | Плавание                    | 1              | 1                      | 4              | 2                      | 5              | 3                      |
| 13    | Регби-7                     | 1              | 12                     |                |                        | 1              | 12                     |
| 14    | Скейтбординг                | 2              | 2                      |                |                        | 2              | 2                      |
| 15    | Современное пятиборье       | 1              | 1                      |                |                        | 1              | 1                      |
| 16    | Стрельба                    | 2              | 2                      | 1              | 1                      | 3              | 3                      |
| 17    | Стрельба из лука            | 1              | 1                      |                |                        | 1              | 1                      |
| 18    | Теннис                      | 6              | 6                      | 3              | 2                      | 10             | 8                      |
| 19    | Триатлон                    |                |                        | 1              | 1                      | 1              | 1                      |
| 20    | Тхэквондо                   | 1              | 1                      |                |                        | 1              | 1                      |
| 21    | Фехтование                  | 1              | 1                      |                |                        | 1              | 1                      |
| 22    | Футбол                      | 1              | 18                     |                |                        | 1              | 18                     |
| 23    | Хоккей на траве             | 1              | 17                     | 1              | 16                     | 2              | 33                     |
|       | ИТОГО                       | 34             | 105                    | 19             | 33                     | 55             | 138                    |

## Медали
| Медаль | Спортсмен(ы) | Вид спорта | Дисциплина | Дата |
| ------ | ------------ | ---------- | ---------- | ---- |

| Вид спорта | 1 | 2 | 3 | Всего |

| Медали по датам | Медали по датам | Медали по датам | Медали по датам | Медали по датам | Медали по датам |
| --------------- | --------------- | --------------- | --------------- | --------------- | --------------- |
| Дата            | 1               | 2               | 3               | Всего           |                 |

## Состав команды
Академическая гребля
1. Алехандро Коломино[англ.]
2. Педро Диксон[англ.]
3. Соня Балуццо[англ.]
4. Эвелин Сильвестро[англ.]

Велоспорт
 Шоссейный велоспорт
1. Эдуардо Сепульведа

 BMX
BMX-фристайл
1. Хосе Торрес[англ.]

BMX-гонки
1. Гонсало Молина[англ.]

 Волейбол
1. Матиас Санчес[англ.]
2. Ян Мартинес[англ.]
3. Факундо Конте[англ.]
4. Агустин Лосер[англ.]
5. Сантьяго Данани
6. Бруно Лима[англ.]
7. Лучано де Чекко
8. Пабло Кукарцев[англ.]
9. Лусиано Висентин[англ.]
10. Мартин Рамос[англ.]
11. Лусиано Палонски[англ.]
12. Николас Зерба[англ.]

 Гандбол
1. Федерико Фернандес[англ.]
2. Федерико Писарро[англ.]
3. Николас Боно[англ.]
4. Диего Симоне
5. Игнасио Писарро[англ.]
6. Пабло Симоне[англ.]
7. Лукас Москарьельо[англ.]
8. Андрес Мояно[англ.]
9. Гильермо Фишер[англ.]
10. Педро Мартинес Ками[англ.]
11. Гастон Моуриньо[англ.]
12. Джеймс Паркер[англ.]
13. Леонель Масиель[англ.]
14. Николас Бонанно[англ.]
15. Хуан Бар[англ.]

 Гольф
1. Эмилиано Грильо
2. Алехандро Тости[англ.]

Гребля на байдарках и каноэ
 Гребля на гладкой воде
1. Агустин Вернис[англ.]
2. Бренда Рохас[англ.]

 Дзюдо
1. София Фьора[англ.]

 Конный спорт
1. Хосе Мария Ларокка[англ.]

 Лёгкая атлетика
1. Элиан Ларрехина[англ.]
2. Насарено Сасия[англ.]
3. Хоакин Гомес[англ.]
4. Белен Касетта[англ.]
5. Флоренсия Борелли[англ.]
6. Дайана Окампо[англ.]

 Настольный теннис
1. Сантьяго Лоренцо[англ.]

 Парусный спорт
1. Франсиско Саубидет[англ.]
2. Франсиско Ригонат[англ.]
3. Матео Махдалини[англ.]
4. Кьяра Ферретти[англ.]
5. Каталина Турьенсо[англ.]
6. Люсия Фаласка[англ.]
7. Эухения Боско[англ.]

 Плавание
1. Улисес Саравия[англ.]
2. Агостина Гейн[англ.]
3. Макарена Себальос[англ.]

 Регби-7
1. Хоакин Пелландини[англ.]
2. Томас Элизальде[англ.]
3. Герман Шульц[англ.]
4. Маттео Грациано[англ.]
5. Агустин Фрага[англ.]
6. Сантьяго Альварес[англ.]
7. Тобиас Уэйд[англ.]
8. Гастон Револь[англ.]
9. Матиас Осадчук
10. Сантьяго Мар[англ.]
11. Лучано Гонсалес[англ.]
12. Маркос Монета[англ.]
13. Родриго Исгро[англ.]
14. Сантьяго Вера Фельд[англ.]

 Скейтбординг
1. Матиас Делль Олио[англ.]
2. Мауро Иглесиас[англ.]

 Современное пятиборье
1. Франко Серрано[англ.]

 Стрельба
1. Хулиан Гутьеррес[англ.]
2. Федерико Хиль[англ.]
3. Фернанда Руссо[англ.]

 Стрельба из лука
1. Дамиан Хахарабилья[англ.]

 Теннис
1. Франсиско Серундоло
2. Баэс, Себастьян Баэс
3. Томас Мартин Этчеверри
4. Мариано Навоне
5. Максимо Гонсалес
6. Андрес Мольтени
7. Мария Лурдес Карле
8. Надя Подорошка

 Триатлон
1. Ромина Бьяхьоли[англ.]

 Тхэквондо
1. Лукас Гузман[англ.]

 Фехтование
1. Паскуаль ди Телла[англ.]

 Футбол
1. Херонимо Рульи
2. Леандро Брей
3. Марко Ди Чезаре
4. Хулио Солер
5. Хоакин Гарсия
6. Бруно Амионе
7. Гонсало Лухан
8. Николас Отаменди
9. Кевин Сенон
10. Кристиан Медина
11. Тьяго Альмада
12. Клаудио Эчеверри
13. Сантьяго Эссе
14. Хуан Игнасио Нардони
15. Хулиан Альварес
16. Лусиано Гонду
17. Джулиано Симеоне
18. Лукас Бельтран

 Хоккей на траве
1. Томас Сантьяго[англ.]
2. Хуан Катан[англ.]
3. Николас Кинан[англ.]
4. Майко Каселла
5. Лукас Тоскани[англ.]
6. Николас Делла Торре[англ.]
7. Сантьяго Тарасона[англ.]
8. Федерико Монха[англ.]
9. Томас Домене[англ.]
10. Матиас Рей
11. Лукас Мартинес[англ.]
12. Агустин Маццильи
13. Тадео Маркуччи[англ.]
14. Томас Хабиф[англ.]
15. Агустин Бугалло[англ.]
16. Баутиста Капурро[англ.]
17. Инаки Минадео[англ.]
18. София Токкалино[англ.]
19. Агустина Горселани[англ.]
20. Валентина Рапосо
21. Агостина Алонсо[англ.]
22. Агустина Альбертарио
23. Мария Гранатто[англ.]
24. Кристина Косентино[англ.]
25. Росио Санчес Мочча
26. Виктория Саусе
27. София Каиро[англ.]
28. Еухения Тринчинетти[англ.]
29. Лара Касас[англ.]
30. Хуана Кастелларо[англ.]
31. Пилар Кампой
32. Хульета Ханкунас[англ.]
33. Зое Диас[англ.]

## Академическая гребля
Аргентина завоевала две квоты на участие в соревнованиях по академической гребле на Американской квалификационной регате в Рио-де-Жанейро, Бразилия.
Мужчины
| Спортсмен                       | Дисциплина               | Заезд   | Заезд | Утеш. заезд | Утеш. заезд | Полуфиналы | Полуфиналы | Финалы  | Финалы |
| Спортсмен                       | Дисциплина               | Время   | Место | Время       | Место       | Время      | Место      | Время   | Место  |
| ------------------------------- | ------------------------ | ------- | ----- | ----------- | ----------- | ---------- | ---------- | ------- | ------ |
| Алехандро Коломино Педро Диксон | Двойки парные, легковесы | 7.04,34 | 6 R   | 6.52,94     | 3 Q SA/B    | 6.51,59    | 6 Q FB     | 6.31,86 | 12     |

Женщины
| Спортсмен                      | Дисциплина               | Заезд   | Заезд | Утеш. заезд | Утеш. заезд | Полуфиналы | Полуфиналы | Финалы  | Финалы |
| Спортсмен                      | Дисциплина               | Время   | Место | Время       | Место       | Время      | Место      | Время   | Место  |
| ------------------------------ | ------------------------ | ------- | ----- | ----------- | ----------- | ---------- | ---------- | ------- | ------ |
| Соня Балуццо Эвелин Сильвестро | Двойки парные, легковесы | 7.36,43 | 6 R   | 7.29,76     | 3 Q SA/B    | 7.33,41    | 6 Q FB     | 7.25,86 | 12     |

Легенда: FA=Финал А (медали); FB=Финал В; FC=Финал С; FD=Финал D; FE=Финал E; FF=Финал F; SA/B=Полуфиналы A/B; SC/D=Полуфиналы C/D; SE/F=Полуфиналы E/F; QF=Четвертьфиналы; R=Утешительные заезды

## Велоспорт
Аргентина получила по рейтингу UCI одно место в мужской групповой гонке на шоссе.

### Шоссейные велогонки
| Спортсмен          | Дисциплина              | Время   | Место |
| ------------------ | ----------------------- | ------- | ----- |
| Эдуардо Сепульведа | Мужчины групповая гонка | 6:28.31 | 54    |

### BMX
BMX-Фристайл
Аргентина завоевала одно место в мужские соревнования по BMX-фристайлу по итогам Чемпионата мира по BMX-фристайлу 2023 года в Глазго, Шотландия.
| Спортсмен   | Категория | Квалификация | Квалификация | Квалификация | Квалификация | Финал   | Финал   | Финал        | Финал |
| Спортсмен   | Категория | 1 заезд      | 2 заезд      | Средний балл | Место        | 1 заезд | 2 заезд | Лучший заезд | Место |
| ----------- | --------- | ------------ | ------------ | ------------ | ------------ | ------- | ------- | ------------ | ----- |
| Хосе Торрес | Мужчины   | 86,24        | 87,08        | 86,66        | 7 Q          | 94,82   | 92,12   | 94,82        | 1     |

BMX-гонки
Аргентина завоевала одно место на участие в мужской BMX-гонке на основании Олимпийского квалификационного рейтинга UCI
| Гонсало Молина | Мужчины | 19 | 20 q | 35,097 | 6 | завершил выступление | завершил выступление | завершил выступление | завершил выступление | завершил выступление | завершил выступление |

## Волейбол
Мужская волейбольная команда Аргентины получила право участвовать в олимпийском турнире в соответствии с Мировым рейтингом.
| Команда   | Соревнование   | Групповая стадия | Групповая стадия | Групповая стадия | Групповая стадия | Четвертьфиналы        | Полуфиналы            | Финал / Матч за 3 место | Финал / Матч за 3 место |
| Команда   | Соревнование   | Соперник Счёт    | Соперник Счёт    | Соперник Счёт    | Место            | Соперник Счёт         | Соперник Счёт         | Соперник Счёт           | Место                   |
| --------- | -------------- | ---------------- | ---------------- | ---------------- | ---------------- | --------------------- | --------------------- | ----------------------- | ----------------------- |
| Аргентина | Мужской турнир | США П 0–3        | Япония П 1–3     | Германия П 0–3   | 4                | завершили выступление | завершили выступление | завершили выступление   | 11                      |

### Мужской турнир
Состав команды
Состав команды был объявлен 3 июля 2024 года.
Тренер:  Марсело Мендес
- Матиас Санчес[англ.] СВ
- Ян Мартинес[англ.] ДО
- Факундо Конте[англ.] ДО
- Агустин Лосер[англ.] ЦБ
- Сантьяго Данани Л
- Бруно Лима[англ.] ДИ
- Лучано де Чекко (К) СВ
- Пабло Кукарцев[англ.] ДИ
- Лусиано Висентин[англ.] ДО
- Мартин Рамос[англ.] ЦБ
- Лусиано Палонски[англ.] ДО
- Николас Зерба[англ.] ЦБ

Групповой этап
|              | Матчи | Матчи | Очки | Сеты | Сеты | Сеты  | Мячи | Мячи | Мячи  |
| В            | П     | В     | Очки | П    | В:П  | В     | П    | В:П  |       |
| ------------ | ----- | ----- | ---- | ---- | ---- | ----- | ---- | ---- | ----- |
| 1. США       | 3     | 0     | 8    | 9    | 3    | 3,000 | 270  | 232  | 1,164 |
| 2. Германия  | 2     | 1     | 6    | 8    | 5    | 1,600 | 287  | 264  | 1,087 |
| 3. Япония    | 1     | 2     | 4    | 6    | 7    | 0,857 | 278  | 292  | 0,952 |
| 4. Аргентина | 0     | 3     | 0    | 1    | 9    | 0,111 | 196  | 243  | 0,807 |

| 27 июля 21:00 (UTC+2) |

| США                            | 3:0  | Аргентина |
| (25:20, 25:19, 25:16) Отчёт P2 |      |           |
| Расселл 16                     | Очки | 8 Лосер   |

| Париж, Paris Sud 1 Зрителей: 9464 Судьи: Стефано Чезаре (Италия), Войцех Марошек (Польша) |

| 31 июля 13:00 (UTC+2) |

| Япония                                | 3:1  | Аргентина |
| (25:16, 25:22, 18:25, 25:23) Отчёт P2 |      |           |
| Нисида 21                             | Очки | 19 Конте  |

| Париж, Paris Sud 1 Зрителей: 9474 Судьи: Войцех Марошек (Польша), Владимир Симонович (Швейцария) |

| 2 августа 9:00 (UTC+2) |

| Аргентина                      | 0:3  | Германия  |
| (13:25, 21:25, 21:25) Отчёт P2 |      |           |
| Конте 9                        | Очки | 16 Грозер |

| Париж, Paris Sud 1 Зрителей: 9455 Судьи: Фабрис Колладос (Франция), Хамид аль-Роуси (ОАЭ) |

## Гандбол
Мужская сборная Аргентины по гандболу завоевала право участвовать в олимпийском турнире, выиграв Панамериканские игры 2023 года  в Чили.
| Команда   | Соревнование   | Групповая стадия | Групповая стадия | Групповая стадия | Групповая стадия | Групповая стадия | Групповая стадия | Четвертьфиналы        | Полуфиналы            | Финал / За 3 место    | Финал / За 3 место |
| Команда   | Соревнование   | Соперник Счёт    | Соперник Счёт    | Соперник Счёт    | Соперник Счёт    | Соперник Счёт    | Место            | Соперник Счёт         | Соперник Счёт         | Соперник Счёт         | Место              |
| --------- | -------------- | ---------------- | ---------------- | ---------------- | ---------------- | ---------------- | ---------------- | --------------------- | --------------------- | --------------------- | ------------------ |
| Аргентина | Мужской турнир | Норвегия П 31–36 | Венгрия П 25–35  | Дания П 27–38    | Франция П 21–28  | Египет П 27–34   | 6                | завершили выступление | завершили выступление | завершили выступление | 12                 |

### Мужской турнир
Состав команды
Состав команды был объявлен 7 июня 2024 года.
Тренер:  Гильермо Милано
- Федерико Фернандес[англ.] ПК
- Федерико Писарро[англ.] ПП
- Николас Боно[англ.] Р
- Диего Симоне Р
- Игнасио Писарро[англ.] ПК
- Пабло Симоне[англ.] Р
- Лукас Москарьельо[англ.] Л
- Андрес Мояно[англ.] ПП
- Гильермо Фишер[англ.] ЛП
- Педро Мартинес Ками[англ.] Р
- Гастон Моуриньо[англ.] Л
- Джеймс Паркер[англ.] ЛП
- Леонель Масиель[англ.] ГК
- Николас Бонанно[англ.] ЛП
- Хуан Бар[англ.] ГК

Групповой этап
| Поз | Команда     | И | В | Н | П | МЗ  | МП  | РМ  | О  | Квалификация   |
| --- | ----------- | - | - | - | - | --- | --- | --- | -- | -------------- |
| 1   | Дания       | 5 | 5 | 0 | 0 | 165 | 133 | +32 | 10 | Четвертьфиналы |
| 2   | Египет      | 5 | 3 | 1 | 1 | 148 | 140 | +8  | 7  | Четвертьфиналы |
| 3   | Норвегия    | 5 | 3 | 0 | 2 | 139 | 136 | +3  | 6  | Четвертьфиналы |
| 4   | Франция (Х) | 5 | 2 | 1 | 2 | 129 | 131 | −2  | 5  | Четвертьфиналы |
| 5   | Венгрия     | 5 | 1 | 0 | 4 | 137 | 138 | −1  | 2  |                |
| 6   | Аргентина   | 5 | 0 | 0 | 5 | 131 | 171 | −40 | 0  |                |

| 2024-07-27 16:00 | Норвегия   | 36 : 31   | Аргентина   | Арена 6 Южный Париж, Париж Зрителей: 5749 Судьи: Горачек, Новотны (CZE) |
| 2024-07-27 16:00 | Грёндаль 8 | (22 : 15) | Д. Симоне 5 | Арена 6 Южный Париж, Париж Зрителей: 5749 Судьи: Горачек, Новотны (CZE) |
| 2024-07-27 16:00 | 1×         | протокол  | 3×          | Арена 6 Южный Париж, Париж Зрителей: 5749 Судьи: Горачек, Новотны (CZE) |

| 2024-07-29 21:00 | Аргентина   | 25 : 35   | Венгрия | Арена 6 Южный Париж, Париж Судьи: Шульце, Тённис (GER) |
| 2024-07-29 21:00 | П. Симоне 5 | (12 : 17) | Рошта 5 | Арена 6 Южный Париж, Париж Судьи: Шульце, Тённис (GER) |
| 2024-07-29 21:00 | 4× 2×       | протокол  | 3×      | Арена 6 Южный Париж, Париж Судьи: Шульце, Тённис (GER) |

| 2024-07-31 21:00 | Дания      | 38 : 27  | Аргентина | Арена 6 Южный Париж, Париж Зрителей: 5780 Судьи: Бельхири, Хамиди (Алжир) |
| 2024-07-31 21:00 | Гидсель 13 | (19:14)  | Паркер 6  | Арена 6 Южный Париж, Париж Зрителей: 5780 Судьи: Бельхири, Хамиди (Алжир) |
| 2024-07-31 21:00 | 5×         | протокол | 4× 2× 1×  | Арена 6 Южный Париж, Париж Зрителей: 5780 Судьи: Бельхири, Хамиди (Алжир) |

| 2024-08-02 11:00 | Аргентина | 21:28    | Франция | Арена 6 Южный Париж, Париж Зрителей: 5764 Судьи: Павичевич, Ражнатович (Черногория) |
| 2024-08-02 11:00 | Паркер 7  | (8:15)   | Деска 8 | Арена 6 Южный Париж, Париж Зрителей: 5764 Судьи: Павичевич, Ражнатович (Черногория) |
| 2024-08-02 11:00 | 4×        | протокол | 1×      | Арена 6 Южный Париж, Париж Зрителей: 5764 Судьи: Павичевич, Ражнатович (Черногория) |

| 2024-08-04 11:00 | Египет              | 34 : 27  | Аргентина | Арена 6 Южный Париж, Париж Зрителей: 5808 Судьи: Биро, Кисс (HUN) |
| 2024-08-04 11:00 | Эль-Дера, Зейн по 6 | (14:15)  | Пицарро 6 | Арена 6 Южный Париж, Париж Зрителей: 5808 Судьи: Биро, Кисс (HUN) |
| 2024-08-04 11:00 | 4×                  | протокол | 1×        | Арена 6 Южный Париж, Париж Зрителей: 5808 Судьи: Биро, Кисс (HUN) |

## Гольф
Аргентина получила два места в мужские соревнования по гольфу в соответствии с рейтингом IGF.
| Сопртсмен       | Категория | Раунд 1 | Раунд 2 | Раунд 3 | Раунд 4 | Итого | Итого | Итого |
| Сопртсмен       | Категория | Счет    | Счет    | Счет    | Счет    | Счет  | К пар | Место |
| --------------- | --------- | ------- | ------- | ------- | ------- | ----- | ----- | ----- |
| Эмилиано Грильо | Мужчины   | 66      | 75      | 75      | 68      | 284   | E     | =43   |
| Алехандро Тости | Мужчины   | 68      | 69      | 69      | 70      | 276   | −8    | =18   |

## Гребля на байдарках и каноэ
Аргентина завоевала право выставить по одной лодке в соревнованиях по гребле на байдарках и каноэ на гладкой воде по результатам Чемпионата мира 2023 года в Дуйсбурге, Германия и на Панамериканской квалификационной регате 2024 года в Сарасоте, США.

### Гладкая вода
Мужчины
| Спортсмен      | Дисциплина               | Заезды  | Заезды | Четвертьфиналы | Четвертьфиналы | Полуфиналы | Полуфиналы | Финалы  | Финалы |
| Спортсмен      | Дисциплина               | Время   | Место  | Время          | Место          | Время      | Место      | Время   | Место  |
| -------------- | ------------------------ | ------- | ------ | -------------- | -------------- | ---------- | ---------- | ------- | ------ |
| Агустин Вернис | Байдарка-одиночка 1000 м | 3.27,18 | 2 SF   | —              | —              | 3.28,18    | 2 FA       | 3.28,10 | 4      |

Женщины
| Спортсмен    | Дисциплина              | Заезды  | Заезды | Четвертьфиналы | Четвертьфиналы | Полуфиналы | Полуфиналы | Финалы  | Финалы |
| Спортсмен    | Дисциплина              | Время   | Место  | Время          | Место          | Время      | Место      | Время   | Место  |
| ------------ | ----------------------- | ------- | ------ | -------------- | -------------- | ---------- | ---------- | ------- | ------ |
| Бренда Рохас | Байдарка-одиночка 500 м | 1.52,68 | 2 SF   | —              | —              | 1.53,35    | 6 FC       | 1.53,88 | 20     |

## Дзюдо
Аргентина получила по рейтингу IJF одно место в женских соревнованиях.
| Спортсмен   | Категория        | 1/16 финала             | 1/8 финала            | Четвертьфиналы        | Полуфиналы            | Утеш. поединки        | Финал / За 3 место    | Финал / За 3 место    |
| Спортсмен   | Категория        | Соперник Результат      | Соперник Результат    | Соперник Результат    | Соперник Результат    | Соперник Результат    | Соперник Результат    | Место                 |
| ----------- | ---------------- | ----------------------- | --------------------- | --------------------- | --------------------- | --------------------- | --------------------- | --------------------- |
| София Фьора | Женщины до 52 кг | SUIБинта Ндиайе П 00–10 | завершила выступление | завершила выступление | завершила выступление | завершила выступление | завершила выступление | завершила выступление |

## Конный спорт
Аргентина получила одно место в личных соревнованиях в конкуре на Панамериканских играх 2023 года.

### Конкур
| Спортсмен          | Лошадь     | Дисциплина    | Квалификация | Квалификация | Квалификация | Финал | Финал | Финал |
| Спортсмен          | Лошадь     | Дисциплина    | Штраф        | Время        | Место        | Штраф | Время | Место |
| ------------------ | ---------- | ------------- | ------------ | ------------ | ------------ | ----- | ----- | ----- |
| Хосе Мария Ларокка | Finn Lente | Личный турнир | 4,00         | 73,33        | 29 Q         | 20,00 | 81,82 | 25    |

## Легкая атлетика
Аргентинские легкоатлеты выполнили нормативы для участия в Играх 2024 года, пройдя прямую квалификацию или по мировому рейтингу, в следующих соревнованиях (максимум по 3 спортсмена в каждом):
Беговые дисциплины
| Спортсмен         | Дисциплина          | Забеги    | Забеги | Утеш. забеги | Утеш. забеги | Полуфиналы | Полуфиналы | Финал                 | Финал                 |
| Спортсмен         | Дисциплина          | Результат | Место  | Результат    | Место        | Результат  | Место      | Результат             | Место                 |
| ----------------- | ------------------- | --------- | ------ | ------------ | ------------ | ---------- | ---------- | --------------------- | --------------------- |
| Элиан Ларрехина   | Мужчины 400 м       | 47,80     | 44 R   | 45,36        | 5 Q          | 45,02      | 6          | завершил выступление  | завершил выступление  |
| Белен Касетта     | Женщины 3000 м с/пр | 9.34,78   | 34     | —            | —            | —          | —          | завершила выступление | завершила выступление |
| Флоренсия Борелли | Женщины марафон     | —         | —      | —            | —            | —          | —          | 2.29,29               | 21                    |
| Дайана Окампо     | Женщины марафон     | —         | —      | —            | —            | —          | —          | 2.32,02               | 41                    |

Технические дисциплины
| Спортсмен      | Дисциплина             | Полуфиналы | Полуфиналы | Финал                | Финал                |
| Спортсмен      | Дисциплина             | Результат  | Место      | Результат            | Место                |
| -------------- | ---------------------- | ---------- | ---------- | -------------------- | -------------------- |
| Насарено Сасия | Мужчины толкание ядра  | 19,33      | 23         | завершил выступление | завершил выступление |
| Хоакин Гомес   | Мужчины метание молота | 72,10      | 22         | завершил выступление | завершил выступление |

## Настольный теннис
Аргентина завоевала одно место в мужских индивидуальных соревнованиях на Панмериканском квалификационном турнире 2024 года в Лиме, Перу.
| Спортсмен        | Дисциплина     | 1/32 финала             | 1/16 финала          | 1/8 финала           | Четвертьфиналы       | Полуфиналы           | Финал / За 3 место   | Финал / За 3 место   |
| Спортсмен        | Дисциплина     | Соперник Результат      | Соперник Результат   | Соперник Результат   | Соперник Результат   | Соперник Результат   | Соперник Результат   | Место                |
| ---------------- | -------------- | ----------------------- | -------------------- | -------------------- | -------------------- | -------------------- | -------------------- | -------------------- |
| Сантьяго Лоренцо | Мужчины личное | FRAАлексис Лебрен П 0–4 | завершил выступление | завершил выступление | завершил выступление | завершил выступление | завершил выступление | завершил выступление |

## Парусный спорт
Аргентина завоевала право выставить по одной лодке (яхте) в нижеследующих классах судов по результатам Чемпионата мира по парусному спорту 2023 года в Гааге, Нидерланды и Панамериканских игр 2023 года в Чили.
Гонки с выбыванием
| Спортсмен          | Дисциплина           | Открытые серии | Открытые серии | Открытые серии | Открытые серии | Открытые серии | Открытые серии | Открытые серии | Открытые серии | Открытые серии | Открытые серии | Открытые серии | Открытые серии | Открытые серии | Открытые серии | Открытые серии | Открытые серии | Открытые серии | Открытые серии | 1/4 финала            | Полуфинал             | Полуфинал             | Полуфинал             | Полуфинал             | Полуфинал             | Полуфинал             | Полуфинал             | Полуфинал             | Финал                 | Финал                 | Финал                 | Финал                 | Финал                 | Финал                 | Финал                 | Финал                 |
| Спортсмен          | Дисциплина           | 1              | 2              | 3              | 4              | 5              | 6              | 7              | 8              | 9              | 10             | 11             | 12             | 13             | 14             | 15             | 16             | Сумма          | Место          | Место                 | 1                     | 2                     | 3                     | 4                     | 5                     | 6                     | Всего побед           | Место                 | 1                     | 2                     | 3                     | 4                     | 5                     | 6                     | Всего побед           | Место                 |
| ------------------ | -------------------- | -------------- | -------------- | -------------- | -------------- | -------------- | -------------- | -------------- | -------------- | -------------- | -------------- | -------------- | -------------- | -------------- | -------------- | -------------- | -------------- | -------------- | -------------- | --------------------- | --------------------- | --------------------- | --------------------- | --------------------- | --------------------- | --------------------- | --------------------- | --------------------- | --------------------- | --------------------- | --------------------- | --------------------- | --------------------- | --------------------- | --------------------- | --------------------- |
| Франсиско Саубидет | Мужчины IQFoil       | 17             | 4              | 17             | 15             | 19             | 25             | 15             | 13             | 17             | 18             | 21             | 23             | 19             | —              | —              | —              | 175            | 21             | завершил выступление  | завершил выступление  | завершил выступление  | завершил выступление  | завершил выступление  | завершил выступление  | завершил выступление  | завершил выступление  | завершил выступление  | завершил выступление  | завершил выступление  | завершил выступление  | завершил выступление  | завершил выступление  | завершил выступление  | завершил выступление  | завершил выступление  |
| Кьяра Ферретти     | Женщины IQFoil       | 19             | 21             | 19             | 21             | 24             | 22             | 14             | 20             | 23             | 21             | 24             | 19             | 25 DNF         | 19             | —              | —              | 242            | 24             | завершила выступление | завершила выступление | завершила выступление | завершила выступление | завершила выступление | завершила выступление | завершила выступление | завершила выступление | завершила выступление | завершила выступление | завершила выступление | завершила выступление | завершила выступление | завершила выступление | завершила выступление | завершила выступление | завершила выступление |
| Каталина Турьенсо  | Женщины Формула Кайт | 13             | 13             | 19             | 14             | 13             | 3              | отменены       | отменены       | отменены       | отменены       | отменены       | отменены       | отменены       | отменены       | отменены       | отменены       | 56             | 13             | завершила выступление | завершила выступление | завершила выступление | завершила выступление | завершила выступление | завершила выступление | завершила выступление | завершила выступление | завершила выступление | завершила выступление | завершила выступление | завершила выступление | завершила выступление | завершила выступление | завершила выступление | завершила выступление | завершила выступление |

Медальные гонки
| Спортсмен                     | Дисциплина     | Гонка | Гонка | Гонка | Гонка  | Гонка | Гонка | Гонка | Гонка | Гонка    | Гонка    | Гонка | Гонка | Гонка | Баллы | Место |
| Спортсмен                     | Дисциплина     | 1     | 2     | 3     | 4      | 5     | 6     | 7     | 8     | 9        | 10       | 11    | 12    | M*    | Баллы | Место |
| ----------------------------- | -------------- | ----- | ----- | ----- | ------ | ----- | ----- | ----- | ----- | -------- | -------- | ----- | ----- | ----- | ----- | ----- |
| Франсиско Ригонат             | Мужчины ILCA 7 | 28    | 26    | 24    | 44 BFD | 6     | 18    | 24    | 23    | отменены | отменены | —     | —     | EL    | 149   | 27    |
| Люсия Фаласка                 | Женщины ILCA 6 | 35    | 11    | 14    | 33     | 11    | 5     | 10    | 16    | 2        | отменена | —     | —     | EL    | 102   | 11    |
| Матео Махдалини Эухения Боско | Микст Накра 17 | 2     | 2     | 5     | 10     | 6     | 6     | 3     | 2     | 2        | 1        | 2     | 12    | 14    | 55    | 2     |

M = Медальная гонка; EL = Выбыл – не участвовал в медальной гонке

## Плавание
Аргентинские пловцы выполнили требования для участия в нижеследующих дисциплинах плавательного турнира Олимпиады (максимум два пловца, выполнивших Олимпийский квалификационный норматив (OST) или, возможно, Олимпийский рассматриваемый норматив (OCT)).
| Спортсмен         | Дисциплина                  | Заплывы | Заплывы | Полуфиналы            | Полуфиналы            | Финал                 | Финал                 |
| Спортсмен         | Дисциплина                  | Время   | Место   | Время                 | Место                 | Время                 | Место                 |
| ----------------- | --------------------------- | ------- | ------- | --------------------- | --------------------- | --------------------- | --------------------- |
| Улисес Саравия    | Мужчины 100 м на спине      | 55,03   | 35      | завершил выступление  | завершил выступление  | завершил выступление  | завершил выступление  |
| Агостина Гейн     | Женщины 400 м вольный стиль | 4.14,24 | 18      | завершила выступление | завершила выступление | завершила выступление | завершила выступление |
| Агостина Гейн     | Женщины 800 м вольный стиль | 8.37,43 | 14      | завершила выступление | завершила выступление | завершила выступление | завершила выступление |
| Макарена Себальос | Женщины 100 м брасс         | 1.06,89 | 16 Q    | 1.07,31               | 15                    | завершила выступление | завершила выступление |
| Макарена Себальос | Женщины 200 м брасс         | 2.26,55 | 18      | завершила выступление | завершила выступление | завершила выступление | завершила выступление |

## Регби-7
Мужская сборная Аргентины по регби-7 завоевала право участвовать в олимпийском турнире, заняв второе место в Мировой серии регби-7 2022-2023 годов.
| Команда   | Соревнование   | Групповая стадия | Групповая стадия | Групповая стадия  | Групповая стадия | Четвертьфиналы  | Полуфиналы             | Финал / Матч за 3 место | Финал / Матч за 3 место |
| Команда   | Соревнование   | Соперник Счёт    | Соперник Счёт    | Соперник Счёт     | Место            | Соперник Счёт   | Соперник Счёт          | Соперник Счёт           | Место                   |
| --------- | -------------- | ---------------- | ---------------- | ----------------- | ---------------- | --------------- | ---------------------- | ----------------------- | ----------------------- |
| Аргентина | Мужской турнир | Кения В 31–12    | Самоа В 28–12    | Австралия П 14–22 | 2 Q              | Франция П 14–26 | Новая Зеландия П 12–17 | США В 19–0              | 7                       |

### Мужской турнир
Состав команды
Состав команды был объявлен 28 июня 2024 года.
Тренер:  Сантьяго Гомес Кора
- Хоакин Пелландини[англ.]
- Томас Элизальде[англ.]
- Герман Шульц[англ.]
- Маттео Грациано[англ.]
- Агустин Фрага[англ.]
- Сантьяго Альварес[англ.]  (К)
- Тобиас Уэйд[англ.]
- Гастон Револь[англ.]
- Матиас Осадчук
- Сантьяго Мар[англ.]
- Лучано Гонсалес[англ.]
- Маркос Монета[англ.]
- Родриго Исгро[англ.]
- Сантьяго Вера Фельд[англ.]

Групповой этап
| Место | Сборная   | И | В | Н | П | ОЗ | ОП | +/- | Очки |
| ----- | --------- | - | - | - | - | -- | -- | --- | ---- |
| 1     | Австралия | 3 | 3 | 0 | 0 | 64 | 35 | +29 | 9    |
| 2     | Аргентина | 3 | 2 | 0 | 1 | 73 | 46 | +27 | 7    |
| 3     | Самоа     | 3 | 1 | 0 | 2 | 52 | 49 | +3  | 5    |
| 4     | Кения     | 3 | 0 | 0 | 3 | 19 | 78 | -59 | 3    |

| 24 июля 2024 16:00 | \| Аргентина \| 31:12 Протокол \| Кения \| | Стад-де-Френс, Париж Судьи: Эй Джи Якобс (ЮАР) |
| Аргентина          | 31:12 Протокол                             | Кения                                          |

| 24 июля 2024 19:30 | \| Аргентина \| 28:12 Протокол \| Самоа \| | Стад-де-Френс, Париж Судьи: Франсиско Гонсалес (Уругвай) |
| Аргентина          | 28:12 Протокол                             | Самоа                                                    |

| 25 июля 2024 14:30 | \| Аргентина \| 14:22 Протокол \| Австралия \| | Стад-де-Френс, Париж Судьи: Адам Лил (Великобритания) |
| Аргентина          | 14:22 Протокол                                 | Австралия                                             |

Четвертьфинал
| 25 июля 2024 21:30 | \| Аргентина \| 14:26 Протокол \| Франция \| | Стад-де-Френс, Париж Судьи: Джордан Уэй (Австралия) |
| Аргентина          | 14:26 Протокол                               | Франция                                             |

Полуфинал за 5-8 места
| 27 июля 2024 14:30 | \| Новая Зеландия \| 17:12 Протокол \| Аргентина \| | Стад-де-Френс, Париж Судьи: Бен Брикспир (Великобритания) |
| Новая Зеландия     | 17:12 Протокол                                      | Аргентина                                                 |

Матч за 7 место
| 27 июля 2024 18:00 | \| Аргентина \| 19:0 Протокол \| США \| | Стад-де-Френс, Париж Судьи: Ник Хоган (Новая Зеландия) |
| Аргентина          | 19:0 Протокол                           | США                                                    |

## Скейтбординг
Аргентина получила два места в мужские соревнования в дисциплине стрит: одно на основании Олимпийского рейтинга OWSR и еще одно после перераспределения квот.
| Спортсмен         | Дисциплина    | Заезд  | Заезд | Финал                | Финал                |
| Спортсмен         | Дисциплина    | Счет   | Место | Счет                 | Место                |
| ----------------- | ------------- | ------ | ----- | -------------------- | -------------------- |
| Матиас Делль Олио | Стрит мужчины | 266,8  | 5 Q   | 153,98               | 8                    |
| Мауро Иглесиас    | Стрит мужчины | 249,09 | 10    | завершил выступление | завершил выступление |

## Современное пятиборье
Аргентина завоевала одно место в мужской олимпийский турнир по современному пятиборью на Панамериканских играх 2023 года в Сантьяго, Чили.
| Спортсмен      | Дисциплина     | Дисциплина | Фехтование (шпага до 1 укола) | Фехтование (шпага до 1 укола) | Фехтование (шпага до 1 укола) | Фехтование (шпага до 1 укола) | Плавание (200 м вольный стиль) | Плавание (200 м вольный стиль) | Плавание (200 м вольный стиль) | Конный спорт (конкур) | Конный спорт (конкур) | Конный спорт (конкур) | Конный спорт (конкур) | Комбинация: стрельба и бег (10 м пистолет)/(3200 м) | Комбинация: стрельба и бег (10 м пистолет)/(3200 м) | Комбинация: стрельба и бег (10 м пистолет)/(3200 м) | Сумма                | Место                |
| Спортсмен      | Дисциплина     | Дисциплина | ОР                            | Место                         | Баллы                         | БР                            | Время                          | Место                          | Баллы                          | Время                 | Штраф                 | Место                 | Баллы                 | Время                                               | Место                                               | Баллы                                               | Сумма                | Место                |
| -------------- | -------------- | ---------- | ----------------------------- | ----------------------------- | ----------------------------- | ----------------------------- | ------------------------------ | ------------------------------ | ------------------------------ | --------------------- | --------------------- | --------------------- | --------------------- | --------------------------------------------------- | --------------------------------------------------- | --------------------------------------------------- | -------------------- | -------------------- |
| Франко Серрано | Мужской турнир | Полуфинал  | 15-20                         | 24                            | 200                           | 2                             | 2.02,56                        | 9                              | 305                            | 56,58                 | 14                    | 10                    | 286                   | 10.40,88                                            | 15                                                  | 660                                                 | 1453                 | 14                   |
| Франко Серрано | Мужской турнир | Финал      | завершил выступление          | завершил выступление          | завершил выступление          | завершил выступление          | завершил выступление           | завершил выступление           | завершил выступление           | завершил выступление  | завершил выступление  | завершил выступление  | завершил выступление  | завершил выступление                                | завершил выступление                                | завершил выступление                                | завершил выступление | завершил выступление |

## Стрельба
Аргентина завоевала три места в различных дисциплинах олимпийского турнира стрелков на Панамериканских играх 2023 года в Сантьяго, Чили и на Чемпионате Америки по пулевой стрельбе 2024 года в Буэнос-Айресе, Аргентина. Квалифицировав по одному спортсмену каждого пола в пневматической винтовке, Аргентина автоматически получила право выставить команду в соревнованиях смешанных пар в этой дисциплине.
Мужчины
| Спортсмен        | Дисциплина                    | Квалификация | Квалификация | Финал                | Финал                |
| Спортсмен        | Дисциплина                    | Баллы        | Место        | Баллы                | Место                |
| ---------------- | ----------------------------- | ------------ | ------------ | -------------------- | -------------------- |
| Хулиан Гутьеррес | Пневматическая винтовка, 10 м | 631,7        | 2 Q          | 122,8                | 8                    |
| Федерико Хиль    | Скит                          | 115          | 27           | завершил выступление | завершил выступление |

Женщины
| Спортсмен      | Дисциплина                    | Квалификация | Квалификация | Финал                 | Финал                 |
| Спортсмен      | Дисциплина                    | Баллы        | Место        | Баллы                 | Место                 |
| -------------- | ----------------------------- | ------------ | ------------ | --------------------- | --------------------- |
| Фернанда Руссо | Пневматическая винтовка, 10 м | 625,4        | 30           | завершила выступление | завершила выступление |

Микст
| Спортсмен                       | Дисциплина                         | Квалификация | Квалификация | Финал                 | Финал                 |
| Спортсмен                       | Дисциплина                         | Баллы        | Место        | Баллы                 | Место                 |
| ------------------------------- | ---------------------------------- | ------------ | ------------ | --------------------- | --------------------- |
| Хулиан Гутьеррес Фернанда Руссо | Пневматическая винтовка, 10 метров | 624,8        | 19           | завершили выступление | завершили выступление |

## Стрельба из лука
Аргентина завоевала одно место на участие в мужском личном олимпийском турнире лучников на Панамериканском чемпионате по стрельбе из лука 2024 года в Медельине, Колумбия.
| Спортсмен          | Дисциплина                        | Предварительный раунд | Предварительный раунд | 1/32 финала              | 1/16 финала           | 1/8 финала            | Четвертьфиналы        | Полуфиналы            | Финал / За 3 место    | Финал / За 3 место    |
| Спортсмен          | Дисциплина                        | Результат             | Посев                 | Соперник Счет            | Соперник Счет         | Соперник Счет         | Соперник Счет         | Соперник Счет         | Соперник Счет         | Место                 |
| ------------------ | --------------------------------- | --------------------- | --------------------- | ------------------------ | --------------------- | --------------------- | --------------------- | --------------------- | --------------------- | --------------------- |
| Дамиан Хахарабилья | Мужчины индивидуальное первенство | 643                   | 52                    | UZBАмирхон Садиков П 2–6 | завершили выступление | завершили выступление | завершили выступление | завершили выступление | завершили выступление | завершили выступление |

## Теннис
Аргентина получила по рейтингу ATP максимально возможное количество мест в мужские олимпийские теннисные соревнования: четыре места в одиночный и два места в парный турниры. По рейтингу WTA Аргентина получила по одному месту в одиночный и парный женский турниры и еще одно место в женский одиночный турнир завоевала на Панамериканских играх 2023 года в Сантьяго, Чили. Одно место в миксте Аргентина получила согласно суммарному олимпийскому рейтингу.
| Спортсмен                             | Дисциплина        | 1/32 финала                          | 1/16 финала                                         | 1/8 финала                                        | Четвертьфиналы        | Полуфиналы            | Финал / За 3 место    | Финал / За 3 место    |
| Спортсмен                             | Дисциплина        | Соперник Счёт                        | Соперник Счёт                                       | Соперник Счёт                                     | Соперник Счёт         | Соперник Счёт         | Соперник Счёт         | Место                 |
| ------------------------------------- | ----------------- | ------------------------------------ | --------------------------------------------------- | ------------------------------------------------- | --------------------- | --------------------- | --------------------- | --------------------- |
| Франсиско Серундоло                   | Мужчины одиночный | CHIТомас Барриос Вера В 6–2, 6–1     | FRAЮго Эмбер В 7–5, 6–7(5–7), 7–5                   | NORКаспер Рууд П 3–6, 4–6                         | завершил выступление  | завершил выступление  | завершил выступление  | завершил выступление  |
| Баэс, Себастьян Баэс                  | Мужчины одиночный | BRAТьягу Монтейру В 6–4, 6–3         | LBNБенджамин Хассан В 6–2, 3–6, 7–6(7–3)            | GREСтефанос Циципас П 5–7, 1–6                    | завершил выступление  | завершил выступление  | завершил выступление  | завершил выступление  |
| Томас Мартин Этчеверри                | Мужчины одиночный | BRAТиагу Зайбот Вилд В 7–6(9–7), 6–2 | AINРоман Сафиуллин П 0–6, 6–7(1–7)                  | завершил выступление                              | завершил выступление  | завершил выступление  | завершил выступление  | завершил выступление  |
| Мариано Навоне                        | Мужчины одиночный | PORНуну Боржеш В 6–2, 6–2            | ITAЛоренцо Музетти П 6–7(2–7), 3–6                  | завершил выступление                              | завершил выступление  | завершил выступление  | завершил выступление  | завершил выступление  |
| Максимо Гонсалес Андрес Мольтени      | Мужчины парный    | —                                    | ESPКарлос Алькарас Рафаэль Надаль П 6–7(4–7), 4–6   | завершили выступление                             | завершили выступление | завершили выступление | завершили выступление | завершили выступление |
| Томас Мартин Этчеверри Мариано Навоне | Мужчины парный    | —                                    | NEDРобин Хасе Жан-Жюльен Ройер П 6–7(3–7), 6–7(4–7) | завершили выступление                             | завершили выступление | завершили выступление | завершили выступление | завершили выступление |
| Мария Лурдес Карле                    | Женщины одиночный | GERТатьяна Мария В 6–0, 6–0          | USAКори Гауфф П 1–6, 1–6                            | завершила выступление                             | завершила выступление | завершила выступление | завершила выступление | завершила выступление |
| Надя Подорошка                        | Женщины одиночный | FRAДиан Парри П 6–7(6–8), 5–7        | завершила выступление                               | завершила выступление                             | завершила выступление | завершила выступление | завершила выступление | завершила выступление |
| Мария Лурдес Карле Надя Подорошка     | Женщины парный    | —                                    | GERТамара Корпач Татьяна Мария В 6–3, 6–0           | ESPКристина Букша Сара Соррибес Тормо П 3–6, 4–6  | завершили выступление | завершили выступление | завершили выступление | завершили выступление |
| Максимо Гонсалес Надя Подорошка       | Микст             | —                                    | —                                                   | USAТейлор Фриц Кори Гауфф П 1–6, 7–6(8–6), [5–10] | завершили выступление | завершили выступление | завершили выступление | завершили выступление |

## Триатлон
Аргентина завоевала одно квотное место в соревнования женщин в соответствии с Мировым индивидуальным рейтингом World Triathlon.
Личное
| Спортсмен       | Категория | Время             | Время     | Время             | Время     | Время       | Время   | Место |
| Спортсмен       | Категория | Плавание (1,5 км) | Переход 1 | Велосипед (40 км) | Переход 2 | Бег (10 км) | Всего   | Место |
| --------------- | --------- | ----------------- | --------- | ----------------- | --------- | ----------- | ------- | ----- |
| Ромина Бьяхьоли | Женщины   | 24.09             | 0.56      | 1:01.12           | 0.33      | 38.46       | 2:05.36 | 47    |

## Тхэквондо
Аргентина завоевала одно место в мужском турнире через Панамериканский квалификационный турнир 2024 года в Санто-Доминго, Доминиканская Республика.
| Спортсмен    | Дисциплина       | 1/8 финала                    | Четвертьфиналы       | Полуфиналы           | Утеш. поединки       | Финал/За 3 место     | Финал/За 3 место     |
| Спортсмен    | Дисциплина       | Соперник Результат            | Соперник Результат   | Соперник Результат   | Соперник Результат   | Соперник Результат   | Место                |
| ------------ | ---------------- | ----------------------------- | -------------------- | -------------------- | -------------------- | -------------------- | -------------------- |
| Лукас Гузман | Мужчины до 58 кг | HUNОмар Салим П 0–6, 5–3, 0–3 | завершил выступление | завершил выступление | завершил выступление | завершил выступление | завершил выступление |

## Фехтование
Аргентина получил по рейтингу FEI одно индивидуальное место в мужской сабле.
| Спортсмен         | Дисциплина    | 1/32 финала              | 1/16 финала               | 1/8 финала           | Четвертьфинал        | Полуфинал            | Финал / За 3 место   | Финал / За 3 место   |
| Спортсмен         | Дисциплина    | Соперник Счет            | Соперник Счет             | Соперник Счет        | Соперник Счет        | Соперник Счет        | Соперник Счет        | Место                |
| ----------------- | ------------- | ------------------------ | ------------------------- | -------------------- | -------------------- | -------------------- | -------------------- | -------------------- |
| Паскуаль ди Телла | Мужчины сабля | CANФрансуа Кошон В 15–13 | EGYЗияд эль-Сасси П 11–15 | завершил выступление | завершил выступление | завершил выступление | завершил выступление | завершил выступление |

## Футбол
Мужская сборная Аргентины по футболу до 23 лет завоевала право участвовать в олимпийском турнире, заняв второе место на Предолимпийском отборочном турнире Южной Америки в Венесуэле.
| Команда   | Соревнование   | Групповая стадия | Групповая стадия | Групповая стадия | Групповая стадия | Четвертьфиналы | Полуфиналы            | Финал / За 3 место    | Финал / За 3 место |
| Команда   | Соревнование   | Соперник Счёт    | Соперник Счёт    | Соперник Счёт    | Место            | Соперник Счёт  | Соперник Счёт         | Соперник Счёт         | Место              |
| --------- | -------------- | ---------------- | ---------------- | ---------------- | ---------------- | -------------- | --------------------- | --------------------- | ------------------ |
| Аргентина | Мужской турнир | Марокко П 1–2    | Ирак В 3–1       | Украина В 2–0    | 2 Q              | Франция П 0–1  | завершили выступление | завершили выступление | 7                  |

### Мужской турнир
Состав команды
| №              | Имя                   | Клуб                    | Дата рождения    | Возраст | Игр     | Голов   |
| Вратари        | Вратари               | Вратари                 | Вратари          | Вратари | Вратари | Вратари |
| -------------- | --------------------- | ----------------------- | ---------------- | ------- | ------- | ------- |
| 1              | Херонимо Рульи*       | Аякс                    | 20 мая 1992      | 32 года | —       | —       |
| 12             | Леандро Брей          | Бока Хуниорс            | 21 сентября 2002 | 21 год  | —       | —       |
| 22             | Фабрисио Якович       | Эстудиантес             | 29 января 2002   | 22 года | —       | —       |
| Защитники      |                       |                         |                  |         |         |         |
| 2              | Марко Ди Чезаре       | Расинг Авельянеда       | 30 января 2002   | 22 года | —       | —       |
| 3              | Хулио Солер           | Ланус                   | 16 февраля 2005  | 19 лет  | —       | —       |
| 4              | Хоакин Гарсия         | Велес Сарсфилд          | 20 августа 2001  | 22 года | —       | —       |
| 6              | Бруно Амионе          | Сантос Лагуна           | 3 января 2002    | 22 года | —       | —       |
| 13             | Гонсало Лухан         | Сан-Лоренсо де Альмагро | 27 апреля 2001   | 23 года | —       | —       |
| 16             | Николас Отаменди* (к) | Бенфика                 | 12 февраля 1988  | 36 лет  | —       | —       |
| 19             | Арон Кирос            | Банфилд                 | 31 октября 2001  | 22 года | —       | —       |
| Полузащитники  |                       |                         |                  |         |         |         |
| 5              | Эсекиель Фернандес    | Бока Хуниорс            | 25 июля 2002     | 21 год  | —       | —       |
| 7              | Кевин Сенон           | Бока Хуниорс            | 30 июля 2001     | 22 года | —       | —       |
| 8              | Кристиан Медина       | Бока Хуниорс            | 1 июня 2002      | 22 года | —       | —       |
| 10             | Тьяго Альмада         | Ботафого                | 26 апреля 2001   | 23 года | —       | —       |
| 11             | Клаудио Эчеверри      | Ривер Плейт             | 2 января 2006    | 18 лет  | —       | —       |
| 14             | Сантьяго Эссе         | Олимпиакос              | 22 октября 2001  | 22 года | —       | —       |
| 20             | Хуан Игнасио Нардони  | Расинг Авельянеда       | 14 июля 2002     | 22 года | —       | —       |
| 21             | Федерико Редондо      | Интер Майами            | 18 января 2003   | 21 год  | —       | —       |
| Нападающие     |                       |                         |                  |         |         |         |
| 9              | Хулиан Альварес*      | Манчестер Сити          | 31 января 2000   | 24 года | —       | —       |
| 15             | Лусиано Гонду         | Аргентинос Хуниорс      | 22 июня 2001     | 23 года | —       | —       |
| 17             | Джулиано Симеоне      | Атлетико Мадрид         | 18 декабря 2002  | 21 год  | —       | —       |
| 18             | Лукас Бельтран        | Фиорентина              | 29 марта 2001    | 23 года | —       | —       |
| Главный тренер |                       |                         |                  |         |         |         |
| Флаг Аргентины | Хавьер Маскерано      | Хавьер Маскерано        | 8 июня 1984      | 40 лет  |         |         |

Групповой этап
| Поз | Команда   | И | В | Н | П | МЗ | МП | РМ | О | Квалификация     |
| --- | --------- | - | - | - | - | -- | -- | -- | - | ---------------- |
| 1   | Марокко   | 3 | 2 | 0 | 1 | 6  | 3  | +3 | 6 | Выход в плей-офф |
| 2   | Аргентина | 3 | 2 | 0 | 1 | 6  | 3  | +3 | 6 | Выход в плей-офф |
| 3   | Украина   | 3 | 1 | 0 | 2 | 3  | 5  | −2 | 3 |                  |
| 4   | Ирак      | 3 | 1 | 0 | 2 | 3  | 7  | −4 | 3 |                  |

| Аргентина   | 1:2     | Марокко                 |
| ----------- | ------- | ----------------------- |
| Симеоне 68′ | (отчёт) | Рахими 45+2′ 51′ (пен.) |

| Аргентина                               | 3:1     | Ирак         |
| --------------------------------------- | ------- | ------------ |
| Альмада 14′ · Гонду 62′ · Фернандес 85′ | (отчёт) | Хусейн 45+5′ |

| Украина | 0:2     | Аргентина                    |
| ------- | ------- | ---------------------------- |
|         | (отчёт) | Альмада 47′ · Эчеверри 90+1′ |

Четвертьфинал
| Франция   | 1:0     | Аргентина |
| --------- | ------- | --------- |
| Матета 5′ | (отчёт) |           |

## Хоккей на траве
Мужская и женская сборные Аргентины по хоккею на траве завоевали право участвовать в олимпийском турнире, выиграв Панамериканские игры 2023 года в Сантьяго, Чили.
| Команда   | Соревнование   | Групповая стадия | Групповая стадия | Групповая стадия     | Групповая стадия | Групповая стадия     | Групповая стадия | Четвертьфиналы           | Полуфиналы            | Финал / За 3 место      | Финал / За 3 место |
| Команда   | Соревнование   | Соперник Счёт    | Соперник Счёт    | Соперник Счёт        | Соперник Счёт    | Соперник Счёт        | Место            | Соперник Счёт            | Соперник Счёт         | Соперник Счёт           | Место              |
| --------- | -------------- | ---------------- | ---------------- | -------------------- | ---------------- | -------------------- | ---------------- | ------------------------ | --------------------- | ----------------------- | ------------------ |
| Аргентина | Мужской турнир | Австралия П 0–1  | Индия Н 1–1      | Новая Зеландия В 2–0 | Ирландия В 2–1   | Бельгия Н 3–3        | 4 Q              | Германия П 2–3           | завершили выступление | завершили выступление   | 8                  |
| Аргентина | Женский турнир | США В 4–1        | ЮАР В 4–2        | Испания В 2–1        | Австралия Н 3–3  | Великобритания В 3–0 | 2 Q              | Германия В 1–1 (2–0 ПЕН) | Нидерланды П 0–3      | Бельгия В 2–2 (3–1 ПЕН) | 3                  |

### Мужской турнир
Состав команды
Состав команды был объявлен 7 июня 2024 года.
Тренер:  Мариано Ронкони
- Томас Сантьяго[англ.] ГК
- Хуан Катан[англ.] ЗЩ
- Николас Кинан[англ.] ПЗ
- Майко Каселла НП
- Лукас Тоскани[англ.] НП
- Николас Делла Торре[англ.] ЗЩ
- Сантьяго Тарасона[англ.] ГК
- Федерико Монха[англ.] ЗЩ
- Томас Домене[англ.] НП
- Матиас Рей (К) ПЗ
- Лукас Мартинес[англ.] НП
- Агустин Маццильи ПЗ
- Тадео Маркуччи[англ.] ПЗ
- Томас Хабиф[англ.] ПЗ
- Агустин Бугалло[англ.] НП
- Баутиста Капурро[англ.] НП
- Инаки Минадео[англ.] ПЗ

Групповой этап
| Поз | Команда        | И | В | Н | П | МЗ | МП | РМ  | О  | Квалификация   |
| --- | -------------- | - | - | - | - | -- | -- | --- | -- | -------------- |
| 1   | Бельгия        | 5 | 4 | 1 | 0 | 15 | 7  | +8  | 13 | Четвертьфиналы |
| 2   | Индия          | 5 | 3 | 1 | 1 | 10 | 7  | +3  | 10 | Четвертьфиналы |
| 3   | Австралия      | 5 | 3 | 0 | 2 | 12 | 10 | +2  | 9  | Четвертьфиналы |
| 4   | Аргентина      | 5 | 2 | 2 | 1 | 8  | 6  | +2  | 8  | Четвертьфиналы |
| 5   | Ирландия       | 5 | 1 | 0 | 4 | 4  | 9  | −5  | 3  |                |
| 6   | Новая Зеландия | 5 | 0 | 0 | 5 | 4  | 14 | −10 | 0  |                |

| 27 июля 2024 13:15 | \| Австралия \| 1:0 Отчет \| Аргентина \| \| Говерс 30+' \| Голы \| \| | Ив дю Мануар (Коломб, Париж), поле 1 Судьи: Коэн ван Бюнге (Нидерланды), Бен Гёнтген (Германия) |
| Австралия          | 1:0 Отчет                                                              | Аргентина                                                                                       |
| Говерс 30+'        | Голы                                                                   |                                                                                                 |

| 29 июля 2024 12:45 | \| Индия \| 1:1 Отчет \| Аргентина \| \| Харманприт 59' \| Голы \| Мартинес 22' \| | Ив дю Мануар (Коломб, Париж), поле 2 Судьи: Дэн Барстоу (Великобритания), Зик Нюман (Австралия) |
| Индия              | 1:1 Отчет                                                                          | Аргентина                                                                                       |
| Харманприт 59'     | Голы                                                                               | Мартинес 22'                                                                                    |

| 30 июля 2024 17:00 | \| Аргентина \| 2:0 Отчет \| Новая Зеландия \| | Ив дю Мануар (Коломб, Париж), поле 1 Судьи: Йонас Ван'Т Хек (Нидерланды), Шон Рапапорт (ЮАР) |
| Аргентина          | 2:0 Отчет                                      | Новая Зеландия                                                                               |

| 1 августа 2024 13:15 | \| Аргентина \| 2:1 Отчет \| Ирландия \| | Ив дю Мануар (Коломб, Париж), поле 2 Судьи: Рагу Прасад (Индия), Марцин Грохал (Польша) |
| Аргентина            | 2:1 Отчет                                | Ирландия                                                                                |

| 2 августа 2024 17:30 | \| Бельгия \| 3:3 Отчет \| Аргентина \| | Ив дю Мануар (Коломб, Париж), поле 2 Судьи: Стив Роджерс (Австралия), Мартин Мэдден (Великобритания) |
| Бельгия              | 3:3 Отчет                               | Аргентина                                                                                            |

Четвертьфинал
| 4 августа 2024 20:00                   | \| Германия \| 3:2 Отчет \| Аргентина \| \| Хинрихс 9' · Пейльят 24' · Вейганд 54' \| Голы \| Каселла 11' · Маццильи 48' \| | Ив дю Мануар (Коломб, Париж), поле 1 Судьи: Зак Ньюман (Австралия), Давид Томлинсон (Новая Зеландия) |
| Германия                               | 3:2 Отчет | Аргентина                                                                                            |
| Хинрихс 9' · Пейльят 24' · Вейганд 54' | Голы | Каселла 11' · Маццильи 48'                                                                           |

### Женский турнир
Состав команды
Состав команды был объявлен 14 июня 2024 года.
Тренер:  Фернандо Феррара
| №  | Позиция | Игрок                  | Дата рождения / возраст  | Матчи | Голы | Клуб                     |
| -- | ------- | ---------------------- | ------------------------ | ----- | ---- | ------------------------ |
| 2  | Защ     | София Токкалино        | 20 март 1997 (27 лет)    | 168   | 12   | St. Catherine's          |
| 3  | Защ     | Агустина Горселани     | 11 март 1996 (28 лет)    | 116   | 70   | San Martín               |
| 4  | Защ     | Валентина Рапосо       | 28 январь 2003 (21 лет)  | 51    | 8    | River Plate              |
| 5  | ПЗ      | Агостина Алонсо        | 1 октябрь 1995 (28 лет)  | 157   | 7    | Banco Nación             |
| 7  | Нап     | Агустина Альбертарио   | 1 январь 1993 (31 лет)   | 227   | 62   | Lomas                    |
| 10 | Нап     | Мария Гранатто(К)      | 21 апрель 1995 (29 лет)  | 205   | 104  | Santa Bárbara            |
| 13 | Вр      | Кристина Косентино     | 22 декабрь 1997 (26 лет) | 40    | 0    | Banco Nación             |
| 17 | ПЗ      | Росио Санчес Мочча (К) | 2 август 1988 (35 лет)   | 320   | 20   | Puerto Nizuc             |
| 18 | ПЗ      | Виктория Саусе         | 21 июль 1991 (33 лет)    | 147   | 4    | River Plate              |
| 20 | Защ     | София Каиро            | 8 октябрь 2002 (21 лет)  | 27    | 4    | Mariano Moreno           |
| 22 | Нап     | Еухения Тринчинетти    | 17 июль 1997 (27 лет)    | 179   | 38   | San Fernando             |
| 22 | Нап     | Лара Касас             | 22 июнь 2004 (20 лет)    | 9     | 1    | Italiano                 |
| 18 | ПЗ      | Хуана Кастелларо       | 29 март 2005 (19 лет)    | 21    | 0    | River Plate              |
| 26 | ПЗ      | Пилар Кампой           | 6 октябрь 1990 (33 лет)  | 96    | 24   | Hacoaj                   |
| 28 | Нап     | Хульета Ханкунас       | 20 январь 1999 (25 лет)  | 170   | 65   | Universitario de Córdoba |
| 33 | Нап     | Зое Диас               | 5 июнь 2006 (18 лет)     | 6     | 0    | Italiano                 |

Групповой этап
| Поз | Команда        | И | В | Н | П | МЗ | МП | РМ  | О  | Квалификация   |
| --- | -------------- | - | - | - | - | -- | -- | --- | -- | -------------- |
| 1   | Австралия      | 5 | 4 | 1 | 0 | 15 | 5  | +10 | 13 | Четвертьфиналы |
| 2   | Аргентина      | 5 | 4 | 1 | 0 | 16 | 7  | +9  | 13 | Четвертьфиналы |
| 3   | Испания        | 5 | 2 | 1 | 2 | 6  | 7  | −1  | 7  | Четвертьфиналы |
| 4   | Великобритания | 5 | 2 | 0 | 3 | 8  | 12 | −4  | 6  | Четвертьфиналы |
| 5   | США            | 5 | 1 | 1 | 3 | 5  | 13 | −8  | 4  |                |
| 6   | ЮАР            | 5 | 0 | 0 | 5 | 4  | 10 | −6  | 0  |                |

| 27 июля 2024 19:45                                        | \| Аргентина \| 4:1 Отчет \| США \| \| Санчес Мочча 18' · Горцелани 29' · Янкунас 44' · Диас 47' \| Голы \| Сесса 33' \| | Ив дю Мануар (Коломб, Париж), поле 1 Судьи: Элейша Ньюман (Австралия), Ванри Вентер (ЮАР) |
| Аргентина                                                 | 4:1 Отчет | США                                                                                       |
| Санчес Мочча 18' · Горцелани 29' · Янкунас 44' · Диас 47' | Голы | Сесса 33'                                                                                 |

| 29 июля 2024 17:30 | \| ЮАР \| 2:4 Отчет \| Аргентина \| | Ив дю Мануар (Коломб, Париж), поле 2 Судьи: Айянна Макклин (Тринидад и Тобаго), Лорен Дельфорж (Бельгия) |
| ЮАР                | 2:4 Отчет                           | Аргентина                                                                                                |

| 31 июля 2024 10:00 | \| Аргентина \| 2:1 Отчет \| Испания \| | Ив дю Мануар (Коломб, Париж), поле 1 Судьи: Ханна Харрисон (Великобритания), Элисон Кио (Ирландия) |
| Аргентина          | 2:1 Отчет                               | Испания                                                                                            |

| 1 августа 2024 20:15 | \| Аргентина \| 3:3 Отчет \| Австралия \| | Ив дю Мануар (Коломб, Париж), поле 2 Судьи: Ванри Вентер (ЮАР), Эмбер Чёрч (Новая Зеландия) |
| Аргентина            | 3:3 Отчет                                 | Австралия                                                                                   |

| 3 августа 2024 10:00 | \| Великобритания \| 0:3 Отчет \| Аргентина \| | Ив дю Мануар (Коломб, Париж), поле 1 Судьи: Лорен Дельфорж (Бельгия), Эми Ямада (Япония) |
| Великобритания       | 0:3 Отчет                                      | Аргентина                                                                                |

Четвертьфинал
| 5 августа 2024 12:30   | \| Аргентина \| 1:1 д.в., п. 2:0 Отчет \| Германия \| \| Тринчинетти 59' \| Голы \| Хузе 57' \| \| Касас · Янкунас · Диас \| Пенальти \| Вейдеман · Хузе · Флешутц · Циммерман \| | Ив дю Мануар (Коломб, Париж), поле 1 Судьи: Лорен Дельфорге (Бельгия), Элейша Ньюман (Австралия) |
| Аргентина              | 1:1 д.в., п. 2:0 Отчет | Германия                                                                                         |
| Тринчинетти 59'        | Голы | Хузе 57'                                                                                         |
| Касас · Янкунас · Диас | Пенальти | Вейдеман · Хузе · Флешутц · Циммерман                                                            |

Полуфинал
| 7 августа 2024 14:00                | \| Нидерланды \| 3 : 0 Отчет \| Аргентина \| \| Фокке 21' · Нуннинк 26' · Янсен 35' \| Голы \| \| | Ив дю Мануар (Коломб, Париж), поле 1 Судьи: Лорен Дельфорг (Бельгия), Сара Уилсон (Великобритания) |
| Нидерланды                          | 3 : 0 Отчет                                                                                       | Аргентина                                                                                          |
| Фокке 21' · Нуннинк 26' · Янсен 35' | Голы                                                                                              | |

Матч за 3 место
| 9 августа 2024 14:00            | \| Аргентина \| 2 : 2 д.в., п. 3 : 1 Отчет \| Бельгия \| \| Горселани 22' · Альбертарио 27' \| Голы \| Пуврез 8' · Расир 27' \| | Ив дю Мануар, Париж, поле 1 Судьи: Эмбер Чурч (Новая Зеландия), Элисон Кёг (IRL) |
| Аргентина                       | 2 : 2 д.в., п. 3 : 1 Отчет | Бельгия                                                                          |
| Горселани 22' · Альбертарио 27' | Голы | Пуврез 8' · Расир 27'                                                            |